# Батаріа
Бата́ріа (груз. ბათარია; означає «старе») — село в муніципалітеті Сенакі, мхаре Самеґрело-Земо Сванеті, Грузія. Входить до складу громади Менджі.
Розташоване на Гурійській низовині на правому березі річки Ціві (притоці Ріоні) на висоті 32 м. Відстань до Сенакі — 4 км.

## Населення
За даними перепису 2014 року в селі мешкає 467 осіб.
| Рік  | Населення | Чоловіки | Жінки |
| ---- | --------- | -------- | ----- |
| 2002 | 721       | 329      | 392   |
| 2014 | ▼ 467     | 219      | 248   |